# Хадлакат ха-нерот

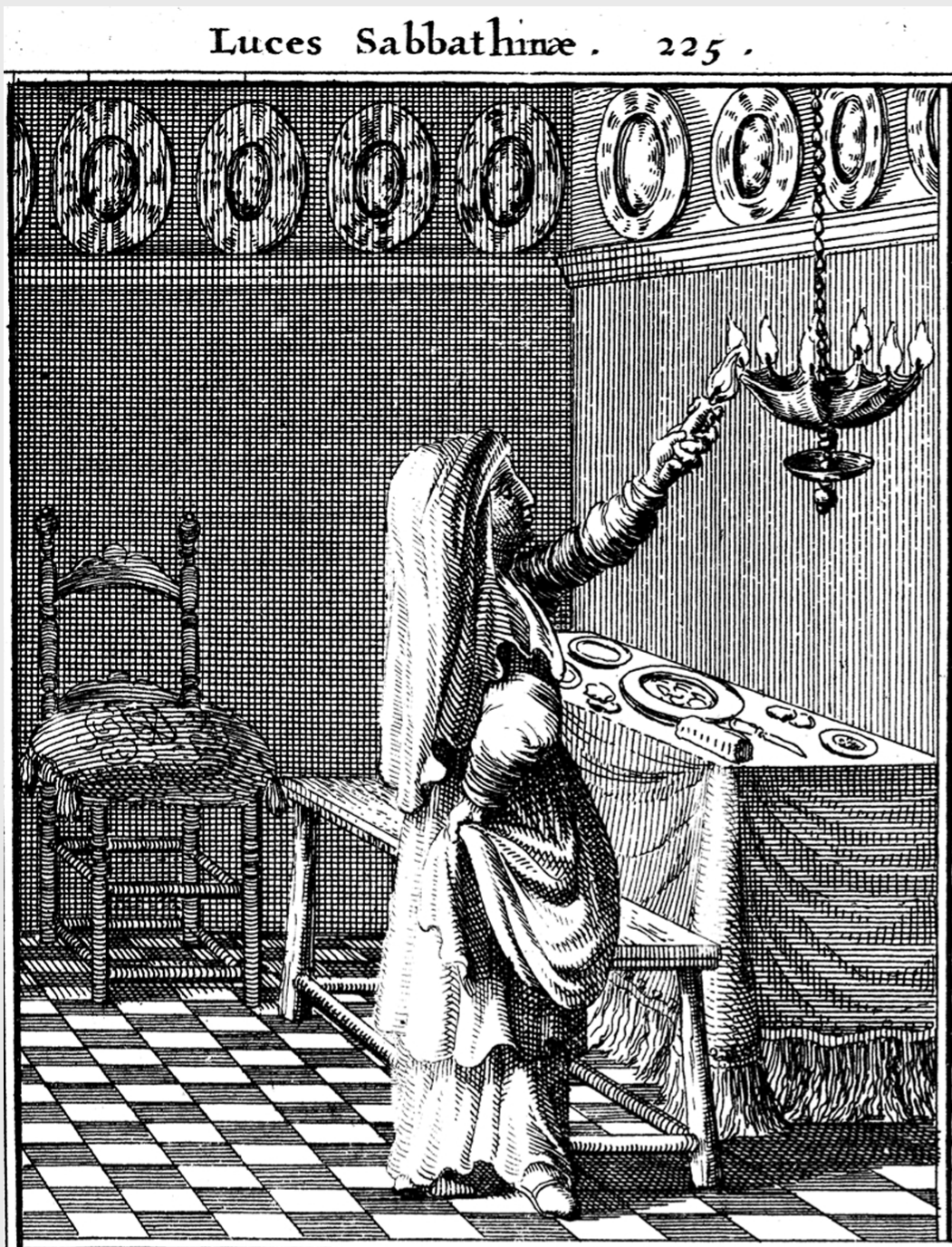
Зажигание шаббатних свечей, Philologus Hebræo-Mixtus, Иоганн Леусден, Утрехт, 1657

Хадла́кат ха-неро́т (ивр. הדלקת הנרות‎ — зажигание свечей) — фарисейское постановление в талмудическом иудаизме о зажигании огня свечи на субботу. Под «свечами» в Талмуде подразумевали масляные лампы.
Обязанность возжигания свечей по субботам, праздникам возложена на хозяйку дома. Еврей-холостяк обязан зажигать сам, но лишь одну свечу. Замужние еврейки зажигают не менее двух свечей. Евреи в Средневековье зажигали на субботу только лампады — подвесные масляные лампы.
Среди караимов любое использование огня в субботу — запрещено на основании стиха Торы «не зажигайте огня во всех жилищах ваших в день субботы» (Исх. 35:3) и в знак протеста фарисеи вынесли постановление о зажигании свечей на субботу, приравняв его к заповеди.
Зажигание свечей знаменует собой символ освобождения с наступлением субботы и символ радости в праздник.
Свечи зажигают не только перед Шаббатом, но и перед Йом Тов — праздничными днями, как Песах, Шавуот, Рош а-Шана, Суккот.

## Порядок

### Шаббат

#### Ашкеназы
Прежде зажигания свечей принято отложить немного денег на благотворительность. Среди ашкеназов и хасидов принято зажигать свечи во всяком жилом помещении дома. Зажигают две и более свечей, полагая, что одна свеча символизирует мужа, другая — жену, поэтому после рождения ребёнка принято зажигать дополнительную свечу. Обычай ашкеназов — сначала зажигают свечи, после произносят благословение на зажигание свечей. В результате этого нарушения порядка возник обычай прикрывать глаза ладонями во время произнесения благословения, чтобы не видеть уже зажённых свечей.

Благословен Ты, Господи, Бог [Он] наш, Царь [Он] Вечный, Который освятил Он нас заповедями Своими и повелел Он нам зажечь свечу субботнюю.
Оригинальный текст (иврит)ברוך אתה יהוה אלהינו מלך העולם אשר קדשנו במצותיו וצונו להדליק נר של שבת‎

После благословения хозяйка дома, ещё не отняв ладоней от глаз, произносит мольбу. С момента произнесения благословения на зажигание свечей еврейка обязана соблюдать субботние законы. Обычно свечи зажигают за некоторое время до захода солнца. Согласно поверью, в первую субботу новорождённого, свечи зажигает муж, но не роженица. Принято, чтобы дочь также зажигала свечу, но раньше матери.

#### Сефарды
Сефарды вначале произносят благословение, после зажигают свечи.

#### Караимы
Караимы не используют огонь в субботу, подчиняясь Анану, основателю караимства, утверждавшему, что пользоваться огнём в субботу — запрещено на основании стиха Торы «не зажигайте огня во всех жилищах ваших в день субботы» (Исх. 35:3). Современные караимы используют свечи в субботу, если они были зажжены до начала субботы.

### Ханука
Зажигать свечи в Хануку — также обычай раввинов, но не заповедь Торы. В первый день праздника зажигают одну свечу, во второй — две и так далее. Более красивым обычаем евреи считают использование масляных ламп. В отличие от субботних свечей, которые зажигают во всех помещениях внутри дома, ханукальные свечи принято зажигать снаружи входа в дом. Когда день Хануки не совпадает с субботой, то свечи зажигают после захода солнца, сказав прежде соответствующее благословение. Дополняют свечи справа-налево, а зажигают слева-направо.